# Panteon Mtacminda
Panteon Pisarzy i Osób Publicznych na górze Mtacminda (gruz. მთაწმინდის მწერალთა და საზოგადო მოღვაწეთა პანთეონი) – cmentarz położony w Tbilisi na górze Mtacminda (მთაწმინდა), na którym zostały pochowane wybitne osobowości historii Gruzji.
Pierwszy pochówek na świętej górze miał miejsce w połowie XIX wieku, gdy złożono szczątki Aleksandra Gribojedowa wraz z żoną Nino Czawczawadze. W setną rocznicę (1929) tragicznej śmierci pisarza w Persji (1829) nastąpiło oficjalne otwarcie nekropolii. W listopadzie 2017 roku podjęto decyzję, że panteon Mtacminda zostanie zamknięty po pogrzebie poety Jansug Czarkwianiego.

## Znane postaci pochowane na cmentarzu
W 2017 roku firma Senson LLC przygotowała dokumentację renowacji cmentarza. Zawiera ona spis pochowanych tam osób. Wśród nich znajdują się:
- Waso Abaszydze (1854–1962) – gruziński artysta i reżyser teatralny (przeniesiony na cmentarz w 1926 roku).
- Nikoloz Barataszwili (1817–1845) – poeta gruziński doby romantyzmu.
- Vasil Barnovi (1856–1934) – pisarz gruziński.
- Nikoloz Berdzeniszwili (1894–1965) – historyk.
- Akaki Cereteli (1840–1915) – poeta, prozaik i publicysta.
- Ilia Czawczawadze (1837–1907) – gruziński pisarz i polityk – pochowany wraz z żoną Olgą Guramiszwili[4].
- Ekaterine Geladze (1858–1937) – matka Stalina[5].
- Dawid Eristawi (1847–1890) – gruziński dziennikarz i tłumacz.
- Nodar Dumbadze (1928–1984) – gruziński pisarz.
- Zwiad Gamsachurdia (1939–1993) – radziecki dysydent i pierwszy prezydent niepodległej Gruzji.
- Ioseb Griszaszwili (1889–1965) – gruziński poeta i krytyk literacki
- Dawit Kldiaszwili (1862–1931) – gruziński pisarz
- Merab Kostawa (1939–1989) – dysydent radziecki i działacz na rzecz niezależności Gruzji.
- Giorgi Leonidze (1899–1966) – gruziński poeta.
- Nikoloz Muscheliszwili (1891–1976) – gruziński matematyk.
- Iakob Nikoladze (1876–1951) – gruziński rzeźbiarz
- Ekwtime Takaiszwili (1863–1953) – gruziński historyk i archeolog
- Michaił Cchakaja (1865–1950) – gruziński dygnitarz komunistyczny
- Sergo Zakariadze (1909–1971) – gruziński aktor